# جائزة إم تي في للأفلام لأفضل أداء
هذه قائمة بالفائزين والمرشّحين لجائزة إم تي في للأفلام لأفضل أداء منذ عام 1992. في كل الأعوام ما عدا عامين، قُسّمت الجائزة إلى قسمين للممثلين وللممثلات.

## الفائزون

### 1992
- أداء ممثل: أرنولد شوارزنيجر (بدور المبيد) - المبيد 2
  - كيفين كوستنر (بدور روبن هود) - روبن هود: أمير اللصوص  [لغات أخرى]‏
  - روبرت دي نيرو - خليج الخوف
  - فال كيلمر (بدور جيم موريسون) - The Doors
- أداء ممثلة: ليندا هاميلتون (بدور سارة كونور) - المبيد 2
  - جينا ديفيس - تيلما ولويز
  - ريبيكا ديمورناي - اليد التي تهز المهد
  - ماري إليزابيث ماسترانتونيو - روبن هود: أمير اللصوص  [لغات أخرى]‏
  - جوليا روبرتس - الموت شاباً

### 1993
- أداء ممثل: دنزل واشنطن (بدور مالكوم إكس) - مالكوم إكس
  - كيفين كوستنر - الحارس الشخصي (فيلم 1992)
  - توم كروز - رجال صالحون قليلون
  - مايكل دوغلاس - غريزة أساسية
  - جاك نيكلسون - رجال صالحون قليلون
- أداء ممثلة: شارون ستون - غريزة أساسية
  - جينا ديفيس - دوري خاص بهم
  - ووبي غولدبرغ - Sister Act
  - ويتني هيوستن - الحارس الشخصي (فيلم 1992)
  - ديمي مور - رجال صالحون قليلون

### 1994
- أداء ممثل: توم هانكس - فيلادلفيا
  - توم كروز - The Firm  [لغات أخرى]‏
  - هاريسون فورد - الهارب
  - فال كيلمر- تومبستون
  - روبن ويليامز - السيدة داوتفاير
- أداء ممثلة: جانيت جاكسون - بويتيك جاستيس
  - أنجيلا باسيت (بدور تينا ترنر) - What's Love Got to Do with It  [لغات أخرى]‏
  - ديمي مور - عرض غير لائق
  - جوليا روبرتس - قضية البجع
  - ميغ رايان - الساهر في سياتل

### 1995
- أداء ممثل: براد بيت - مقابلة مع مصاص الدماء
  - توم هانكس (بدور فورست غامب) - فورست غامب
  - براندون لي - الغراب
  - كيانو ريفز - سرعة
  - جون ترافولتا - خيال رخيص
- أداء ممثلة: ساندرا بولوك - سرعة
  - جيمي لي كرتيس - ترو لايز
  - جودي فوستر - Nell
  - ميغ رايان - When a Man Loves a Woman  [لغات أخرى]‏
  - أوما ثورمان - خيال رخيص

### 1996[لغات أخرى]‏
- أداء ممثل: جيم كاري - ايس فنتورا: عندما تنادي الطبيعة
  - ميل غيبسون - قلب شجاع
  - توم هانكس (بدور جيم لوفل) - أبوللو 13
  - براد بيت - 12 قردا
  - دنزل واشنطن - مد قرمزي
- أداء ممثلة: أليسيا سيلفرستون - Clueless
  - ساندرا بولوك - While You Were Sleeping  [لغات أخرى]‏
  - ميشيل فايفر - عقول خطرة
  - سوزان سارندون - الميت الذي يمشي
  - شارون ستون - كازينو

### جوائز إم تي في للافلام 1997[لغات أخرى]‏
- أداء ممثل: توم كروز - جيري ماغواير
  - ليوناردو دي كابريو - روميو + جولييت
  - إيدي ميرفي - المدرس المجنون
  - ويل سميث - يوم الاستقلال
  - جون ترافولتا - Phenomenon
- أداء ممثلة: كلير دينس - روميو + جولييت
  - ساندرا بولوك - A Time to Kill
  - نيف كامبل (بدور سيدني بريسكوت) - صرخة (فيلم 1996)
  - هيلين هنت - إعصار (فيلم 1996)
  - مادونا (بدور إيفا بيرون) - إيفيتا

### 1998[لغات أخرى]‏
- أداء ممثل: ليوناردو دي كابريو - تيتانيك
  - نيكولاس كيج - الوجه المخلوع
  - مات ديمون - غود ويل هانتينغ
  - صامويل جاكسون - جاكي براون
  - جون ترافولتا - الوجه المخلوع
- أداء ممثلة: نيف كامبل (بدور سيدني بريسكوت) - صرخة 2
  - فيفيكا ا. فوكس - Soul Food  [لغات أخرى]‏
  - هيلين هنت - أفضل ما يمكن حصوله
  - جوليا روبرتس - زواج أعز صديق
  - كيت وينسليت - تيتانيك

### 1999[لغات أخرى]‏
- أداء ممثل: جيم كاري - عرض ترومان
  - بن أفليك - أرمجدون
  - توم هانكس - إنقاذ الجندي رايان
  - آدم ساندلر - The Waterboy
  - ويل سميث - Enemy of the State  [لغات أخرى]‏
- أداء ممثلة: كاميرون دياز - هناك شيء ما عن ماري
  - جينيفر لوف هيويت - Can't Hardly Wait
  - جينيفر لوبيز- Out of Sight
  - جوينيث بالترو - شكسبير عاشقا
  - ليف تايلر - أرمجدون

### 2000[لغات أخرى]‏
- أداء ممثل: كيانو ريفز - الماتريكس
  - جيم كاري - رجل على القمر
  - ريان فيليب - Cruel Intentions
  - آدم ساندلر - الأب الكبير (فيلم)
  - بروس ويليس - الحاسة السادسة
- أداء ممثلة: سارة ميشيل غيلار - Cruel Intentions
  - درو باريمور (- لم تقبل من قبل
  - نيف كامبل (بدور سيدني بريسكوت) - صرخة 3
  - آشلي جود - Double Jeopardy  [لغات أخرى]‏
  - جوليا روبرتس - العروسة الهاربة

### 2001
- أداء ممثل: توم كروز - مهمة مستحيلة 2
  - راسل كرو - مجالد
  - عمر ايبس - الحب وكرة السلة
  - ميل غيبسون - ذا باتريوت
  - توم هانكس - منبوذ
- أداء ممثلة: جوليا روبرتس (بدور إيرين بروكوفيتش) - إيرين بروكوفيتش
  - آليا - روميو يجب أن يموت
  - كيت هدسون - بالكاد مشهور
  - جينيفر لوبيز - الخلية
  - جوليا ستايلس - احفظ الرقصة الأخيرة

### 2002
- أداء ممثل: ويل سميث (بدور محمد علي كلاي) - علي
  - راسل كرو (بدور جون فوربس ناش) - عقل جميل
  - جوش هارتنت - بيرل هاربر
  - فين ديزل - السرعة والغضب
  - إليجاه وود (بدور فرودو باجنز) - سيد الخواتم: رفقة الخاتم
- أداء ممثلة: نيكول كيدمان - مولان روج!
  - كيت بيكينسيل - بيرل هاربر
  - هالي بيري - كرة الوحش
  - أنجلينا جولي - لارا كروفت: تومب رايدر
  - ريس ويذرسبون - شقراء قانونيا

### 2003
- أداء ممثل: إمينيم - 8 أميال
  - فين ديزل - xXx
  - ليوناردو دي كابريو (بدور فرانك أباغنيل) - أمسكني لو استطعت
  - توبي ماغوايرة- الرجل العنكبوت
  - فيجو مورتينسين (بدور أراغورن) - سيد الخواتم: البرجان
- أداء ممثلة: كريستين دانست - الرجل العنكبوت
  - هالي بيري - مت في يوم آخر
  - كيت هدسون - كيف تخسرين رجلا في 10 أيام
  - كوين لطيفة - شيكاغو
  - ريس ويذرسبون - Sweet Home Alabama

### 2004
- أداء ممثل: جوني ديب (بدور جاك سبارو) - لعنة اللؤلؤة السوداء
  - جيمس كافيزل (بدور يسوع) - آلام المسيح
  - توم كروز - الساموراي الأخير
  - بيل موري - ضائع في الترجمة
  - آدم ساندلر - أول 50 موعد غرامي
- أداء ممثلة: أوما ثورمان - اقتل بيل الجزء 1
  - درو باريمور - أول 50 موعد غرامي
  - هالي بيري - جوثيكا
  - كوين لطيفة - إسقاط المنزل
  - تشارليز ثيرون (بدور أيلين ورنوس) - وحش

### 2005
- أداء ممثل: ليوناردو دي كابريو (بدور هوارد هيوز) - الطيار
  - مات ديمون - سيادة بورن
  - جيمي فوكس (بدور ري تشارلز) - راي
  - براد بيت - طروادة
  - ويل سميث - هيتش
- أداء ممثلة: ليندزي لوهان - فتيات لئيمات
  - رايتشل مكأدامز - ذا نوتبوك
  - ناتالي بورتمان - Garden State  [لغات أخرى]‏
  - هيلاري سوانك - فتاة المليون دولار
  - أوما ثورمان - اقتل بيل الجزء 2

### 2006: (دُمجت الجائزة)
- جيك جيلنهال - جبل بروكباك
  - ستيف كارل - البكر ذو الأربعين سنة
  - ترنس هوارد - احتيال وانسياب
  - رايتشل مكأدامز - Red Eye  [لغات أخرى]‏
  - خواكين فينيكس (بدور جوني كاش) - السير على الخط
  - ريس ويذرسبون (بدور جون كارتر) - السير على الخط

### 2007: (دُمجت الجائزة)
- جوني ديب - صندوق الرجل الميت
  - جيرارد بتلر - 300
  - جنيفر هدسون - فتيات الحلم
  - كيرا نايتلي - صندوق الرجل الميت
  - بيونسيه - فتيات الحلم
  - ويل سميث - السعي للسعادة

### 2008
- أداء ممثل: ويل سميث - أنا أسطورة
  - مايكل سيرا - جونو
  - مات ديمون - إنذار بورن
  - شيا لابوف - المتحولون
  - دنزل واشنطن - رجل عصابة أمريكي
- أداء ممثلة: إلين بيج - جونو
  - إيمي آدمز - مسحور
  - جيسيكا بيل - أنا الآن أعلن أنكما تشاك ولاري
  - كاثرين هيغل - حبلت
  - كيرا نايتلي - في نهاية العالم

### 2009[لغات أخرى]‏
- أداء ممثل: زاك إيفرون - هاي سكول ميوزيكال 3: سينيور يير
  - كريستيان بيل (بدور بروس واين/باتمان) - فارس الظلام
  - فين ديزل - السرعة والغضب
  - روبرت داوني جونير - آيرون مان
  - شيا لابوف - إيجل آي
- أداء ممثلة: كريستين ستيوارت (بدور بيلا سوان) - الشفق
  - آن هاثاواي - حروب العرائس
  - تاراجي بيندا هينسون - الحالة المحيرة ل بنجامين بتن
  - أنجلينا جولي - وانتد
  - كيت وينسليت - القارئ

### حفل توزيع جوائز إم تي في السينمائي 2010
- أداء ممثل: روبرت باتينسون (بدور إدورد كولن) - ملحمة الشفق: قمر جديد[3]
  - زاك إيفرون - 17 مرة أخرى
  - تايلور لوتنر - ملحمة الشفق: قمر جديد
  - دانيال رادكليف (بدور هاري بوتر) - هاري بوتر والأمير الهجين
  - تشانينج تيتوم - عزيزي جون
- أداء ممثلة: كريستين ستيوارت (بدور بيلا سوان) - ملحمة الشفق: قمر جديد
  - ساندرا بولوك - البعد الآخر
  - زوي سالدانا - أفاتار
  - أماندا سيفريد - عزيزي جون
  - إيما واتسون (بدور هيرمايني جرينجر) - هاري بوتر والأمير الهجين

### 2011[لغات أخرى]‏
- أداء ممثل: روبرت باتينسون - ملحمة الشفق: خسوف
  - زاك إيفرون - Charlie St. Cloud
  - جيسي آدم آيزينبيرغ (بدور مارك زوكربيرغ) - الشبكة الاجتماعية
  - تايلور لوتنر - ملحمة الشفق: خسوف
  - دانيال رادكليف (بدور هاري بوتر) - هاري بوتر ومقدسات الموت – الجزء 1
- أداء ممثلة: كريستين ستيوارت - ملحمة الشفق: خسوف
  - جينيفر أنيستون - جست جو وذ إت
  - ناتالي بورتمان - أوزة سوداء
  - إيما ستون - ايزي ايه
  - إيما واتسون (بدور هيرمايني جرينجر) - هاري بوتر ومقدسات الموت – الجزء 1

### 2012[لغات أخرى]‏
- أداء ممثل: جوش هوتشرسن (بدور بيتا ميلاريك) - مباريات الجوع
  - جوزيف غوردون-ليفيت - 50/50
  - رايان غوسلينغ - قيادة
  - دانيال رادكليف (بدور هاري بوتر) - هاري بوتر ومقدسات الموت – الجزء 2
  - تشانينج تيتوم - العهد
- أداء ممثلة: جينيفر لورنس (بدور كاتنيس إيفردين) - مباريات الجوع
  - روني مارا - الفتاة ذات وشم التنين
  - إيما ستون - مجنون، غبي، حب
  - إيما واتسون - هاري بوتر ومقدسات الموت – الجزء 2
  - كريستين ويج - الإشبينات

### 2013
- أداء ممثل: برادلي كوبر - المعالجة بالسعادة
  - بن أفليك - آرغو
  - تشانينج تيتوم - ماجك مايك
  - دانيال دي لويس (بدور أبراهام لينكون) - لينكون
  - جيمي فوكس - جانغو الحر
- أداء ممثلة: جينيفر لورنس - المعالجة بالسعادة
  - آن هاثاواي (بدور فانتين) - البؤساء
  - إيما واتسون - مزايا أن تكون خجولا
  - ميلا كونيس - تيد
  - ريبيل ويلسون - الملعب مثالي

### جوائز إم تي في للأفلام 2014[لغات أخرى]‏
- أداء ممثل: جوش هوتشرسن (بدور بيتا ميلاريك) - مباريات الجوع: ألسنة اللهب
  - برادلي كوبر - احتيال أمريكي
  - شيواتال إيجيوفور (بدور سولمون نورثوب) - 12 عاما من العبودية
  - ليوناردو دي كابريو (بدور جوردان بيلفورت) - ذئب وول ستريت
  - ماثيو ماكونهي - نادي دالاس للمشترين
- أداء ممثلة: جينيفر لورنس (بدور كاتنيس إيفردين) - مباريات الجوع: ألسنة اللهب
  - إيمي آدمز - احتيال أمريكي
  - جينيفر أنيستون - نحن آل ميلز
  - لوبيتا نيونقو - 12 عاما من العبودية
  - ساندرا بولوك - جاذبية